# Philipp Zadig
Philipp Zadig, född 22 november 1848 i Altona, Tyskland, död 17 juni 1927 i Malmö, var en svensk fabrikör och grosshandlare, verksam i Malmö. Han var far till företagsledaren Viggo Zadig och konstnären William Zadig samt farfar till skådespelaren Fylgia Zadig och konstnären Jacques Zadig.
Zadig kom till Malmö 1863 med föräldrarna fabrikören Meyr Zadig och Fredrika Hauer. Han var verksam i firmorna Hansen och Sewan i Malmö 1863–1865. Därefter gick han över till den av fadern etablerade affären Fabrik för tvål, parfymer etcetera och inträdde några år senare som delägare under firmanamnet M. Zadig.
Philipp Zadig var föreståndare för Mosaiska församlingen i Malmö 1876–1883 och från 1900. Han var styrelseledamot i Malmö fattigvårdsnämnd från 1902 och satt under många år i taxeringskommittén. Han företog studieresor till Paris 1900 och USA 1909. Han var medlem av centralstyrelsen i Föreningen Sveriges tvålfabrikanter samt ordförande i lokalavdelningen i Malmö.
Zadig var från 1878 gift med Emma Heckscher (1858–1935), dotter till grosshandlaren Lorenz Heckscher och Adelheid Koppel. Makarna Zadig är begravda på gamla judiska begravningsplatsen i Malmö, belägen vid Sankt Pauli norra kyrkogård i Malmö.